# Liam Kelly (football, 1996)
 (juin 2019).
Liam Kelly est un footballeur international écossais, né le 23 janvier 1996 à Glasgow. Il évolue au poste de gardien de but au Rangers FC.

## Biographie

### En club
Formé aux Rangers, Kelly fait ses débuts professionnels en faveur d'East Fife, équipe de quatrième division, en étant prêté envers ce club pour la saison 2015-16. Le 15 juin 2016, il est prêté pour une saison à Livingston, équipe évoluant en troisième division. Le 8 juin 2018, il signe finalement un contrat en faveur de Livingston. Il dispute avec cette équipe 36 matchs en Scottish Premier League lors de la saison 2018-2019.
Le 14 juin 2019, il rejoint le club anglais des Queens Park Rangers, club évoluant en deuxième division anglaise.
Le 6 janvier 2021, il est prêté à Motherwell.
Le 5 juillet 2021, il rejoint Motherwell.

### En équipe nationale
En juin 2024, il fait partie de la liste des 26 joueurs convoqués par Steve Clarke pour disputer l'Euro 2024 .

## Palmarès
- Champion d'Écosse de League Two (D4) en 2016 avec East Fife
- Champion d'Écosse de League One (D3) en 2017 avec Livingston